# Трансваальский лев
Трансваальский лев, или юго-восточный африканский лев (лат. Panthera leo krugeri), — подвид льва, который обитает на Юге Африки. Его название происходит от региона Трансвааль.

## Описание
Самцы достигают в длину 2,6−3,2 м, включая хвост. Длина тела самок — 2,35−2,75 м. Вес самца обычно составляет 150−250 кг, а самки 110−180 кг. Высота в холке достигает 90−125 см.
Самцы, как правило, имеют хорошо развитую гриву. У большинства из них она темная.
У этого подвида львов иногда встречается лейкизм — мутация, которая приводит к тому, что шерсть животного становится белой, а кожа под ней розовой, поскольку в ней отсутствуют клетки-меланоциты. Радужка глаз у таких особей окрашена в обычный золотистый или серо-зеленый цвет.
Основная добыча трансваальских львов — антилопы, зебры, капские буйволы, бородавочники. Когда дичи мало, они могут охотиться на детенышей жирафов.
Согласно недавним генетическим исследованиям, вымерший капский лев, ранее выделявшийся в отдельный подвид, не имел существенных отличий от южноафриканского подвида. Поэтому капский лев возможно представлял южную популяцию трансваальского льва.

## Ареал
Трансваальский лев обитает в Южной Африке, в том числе в национальном парке Крюгера и в области пустыни Калахари.
Более 2000 особей этого вида имеют хорошую защиту в национальном парке Крюгера. Кроме того, около 1000 особей зарегистрированы в ISIS[прояснить]. Эти животные являются потомками львов, выловленных в Южной Африке.